# 鳥居菊造
鳥居 菊造（とりい きくぞう、1889年5月15日 - 1975年10月31日）は、日本の経営者。相模鉄道社長を務めた。

## 経歴
千葉県君津市出身。1915年に鉄道院に入省し、1917年に中央大学法科を卒業。
1934年に退官し、東京高速鉄道での勤務を経て、1942年6月に相模鉄道専務に就任し、1948年12月に副社長を経て、1959年11月に社長に就任。1965年11月から1970年7月までに会長を務めた。
1961年に運輸大臣表彰を受け、1962年に藍綬褒章を受章し、1965年に勲四等瑞宝章を受章。
1975年10月31日、心不全のために死去。86歳没。